# گوریتزیا ۷۶۷۵
سیارک ۷۶۷۵ (به انگلیسی: 7675 Gorizia، نامگذاری:1995WT5) هفت هزار و ششصد و هفتاد و پنجمین سیارک کشف شده‌است که در ۲۳ نوامبر ۱۹۹۵ کشف شد.
قدر مطلق سیارک برابر ۱۴٫۷۰ است.